# يوجين ألين جيلمور
يوجين ألين جيلمور (بالإنجليزية: Eugene Allen Gilmore)‏ هو محامي وسياسي أمريكي، ولد في 4 يوليو 1871 في برونسفيل في الولايات المتحدة، وتوفي في 4 نوفمبر 1953 في آيوا سيتي في الولايات المتحدة بسبب نوبة قلبية. انتخب الحاكم العام في الفلبين ‏.